# Maria Płonowska
Maria Płonowska (ur. 14 grudnia 1878 w Piotrkowie Trybunalskim, zm. 15 października 1955 w Olkuszu) – polska malarka.

## Życiorys
W 1904 r. rozpoczęła naukę w Szkole Sztuk Pięknych w Warszawie, pod kier. prof. Konrada Krzyżanowskiego. Była jedną z pierwszych kobiet – studentek tej uczelni.
Jej ulubionymi dziedzinami były pejzaże oraz portrety. Posługiwała się różnymi technikami: olejem, akwarelą oraz pastelami, przy portretach często korzystała z ołówka lub węgla.
W swej twórczości przedstawiała często krajobrazy Jury Krakowsko-Częstochowskiej, ale również motywy z terenów całej Polski. Malowała zawsze z natury.
Wielokrotnie zmieniała miejsca zamieszkania, początkowo ze względów zdrowotnych, później zmuszona przez okoliczności (dwie wojny światowe). Mieszkała w Warszawie, Zakopanem, Krzykawce k. Bolesławia, Sędziszowie oraz w Olkuszu. Odbyła wiele podróży po całej Polsce, odwiedziła też, jak wielu ówczesnych twórców, Rzym, Paryż, Monachium oraz Wiedeń.
Przed pierwszą wojną światową była związana ze środowiskami artystycznymi, co miało wpływ na kształt jej twórczości. Ulegała wpływom modnych prądów zrodzonych na początku XX w. Urzekał ją folklor i kultura Podhala. Niewątpliwie była zafascynowana pejzażami Jana Stanisławskiego.
Po wojnie artystka zamieszkała na prowincji, odcięta od ośrodków kultury, więc jej twórczość zyskała znamiona indywidualnego stylu.
Mieszkając pewien czas w Zakopanem, należała do stowarzyszenia „Sztuka Podhalańska”.
Pracowała jako nauczycielka rysunków w gimnazjum żeńskim w Olkuszu.
Zginęła tragicznie w wypadku, potrącona przez pociąg.
Jej imię nosi Gminny Ośrodek Kultury w Bolesławiu.

## Wystawy
Jej prace brały udział w wielu pokazach zbiorowych przed pierwszą wojną światową: w Zakopanem, Krakowie, Lwowie, Wilnie, Moskwie i Warszawie, między innymi w 1907 r. na „Wystawie prac malarskich kobiet” Towarzystwa Zachęty Sztuk Pięknych w Warszawie.
W grudniu 1912 r. w Olkuszu zorganizowano jedyną za życia artystki wystawę indywidualną: „Krajobraz ukraiński”.
W latach 1932–1935 jej obrazy pojawiały się na wystawach Towarzystwa Zachęty Sztuk Pięknych w Warszawie.
Po śmierci artystki jej prace można było zobaczyć na wystawach w Sandomierzu w 1978 r., w Pałacu Sztuki w Krakowie w 1979 r., oraz w Muzeum Narodowym w Warszawie w 1991 r. (na wystawie „Artystki Polskie”).
Większa część spuścizny artystycznej Płonowskiej znajduje się w zbiorach olkuskich miłośników sztuki. Jej obrazy zdobią prywatne kolekcje.